# 주향과 경사
주향과 경사는 지질학에서 다음과 같은 뜻을 가진 단어들이다.

## 정의

### 주향
지층의 구조면과 수평면이 이루는 교선의 방향을 주향이라 한다. 지층의 구조면은 층리면, 단층면, 벽개면, 암맥 등이 있다. 수평면은 가상의 해수면으로 중력과 수직인 방향의 평면이다. 이 두 평면의 교선은 주향선으로 구조면이 가진 방위를 대표하며, 주향선의 방향을 주향이라 한다.

### 경사
지층의 구조면과 수평면이 이루는 각을 경사라한다. 지층의 구조면과 수평면의 정의는 주향의 정의에서와 같다. 구조면과 수평면이 임의의 수직면과 이루는 두 교선의 내각 중 가장 큰각을 구조면과 수평면이 이루는 각이다. 경사는 주향선과 수직이며, 경사방향은 구조면에 놓인 물체가 중력의 힘을 받아 움직이는 방향이다.

## 목적
주향과 경사는 지질답사에서 관찰되는 다양한 구조면을 간단한 기호로 표현하기 위해 고안된 약속이다. 주향방향과 경사방향의 기록은 공간상의 면구조를 평면상의 기록물에 표현할 수 있는 방법으로 야외지질답사에서 지도, 종이, 사진과 같은 2차원적인 기록도구로 층리, 습곡, 단층, 벽개면, 암맥 등 3차원의 공간구조를 표현하기 위해 사용된다.

## 기호와 표현

### 주향
주향은 진북을 기준으로 주향선이 향하는 곳의 방위로 나타낸다. 실제 측정할 때는 자북을 기준으로 하는데, 측정 후 편각을 이용해서 주향값을 보정해주어야 한다.
주향값을 측정했을 때 나침반을 기준으로 북점에서 동점방향으로 40도 기운 방향이 주향선의 방향이면 이 구조의 주향은 N40˚E로 표현한다. 주향선은 직선이므로 직선의 반대방향으로 표현할 수도 있는데 N40˚E는 S40˚W로 표시되기도 한다. 주향선이 정확히 남북을 향할때는 N0˚ 또는 S0˚로 표시하며 정확히 동서방향일 경우 E0˚ 또는 W0˚로 표시한다.

### 경사
경사는 수평면을 기준으로 구조면이 기울어진 정도를 각도로 나타낸다. 수평면일 경우 경사는 0˚이고 수직면일 경우 경사는 90˚이다.
경사방향은 주향과 수직이다. 직선 형태인 주향선과 수직인 방향은 두 가지가 있다. 그러므로 하나의 주향선에 두방향의 경사방향이 나올 수 있으므로 이를 구분해야한다. 경사방향이 동서선을 기준으로 북쪽에 있으면 N으로 표시하며 경사방향이 동서선 기준으로 남쪽에 있으면 S로 표현한다. 예를 들어 경사가 30˚이고 동서선을 기준으로 북쪽에 있으면 30˚N으로 경사를 표시한다.

### 주향과 경사의 지도 표시 기호
주향과 경사는 'ㅜ'자로 간단히 표현할 수 있다. 'ㅜ'자의 위쪽 수평으로 그은 긴 획의 방향은 주향방향을 나타내고 'ㅜ'자의 아래로 내린 짧은 획의 방향을 경사방향으로 한다. 긴 획은 주향방향과 일치하는 방위로 그리며, 경사방향은 짧은 획으로 긴획과 수직하게 긴획의 중간에서 경사방향으로 그린다. 그리고 'ㅜ'자 옆에 경사의 값을 ˚단위로 표현한다.

## 사용법과 응용
주향과 경사는 지층의 구조선 중 특히 층리면과 단층면, 벽개면, 암맥 등 면구조의 방향을 나타낼 때 사용된다. 이러한 구조면은 주로 단면에 선형태로 나타나기 때문에 면구조의 방향을 측정하기 어렵다. 선형태의 단면구조만으로 면구조를 구할 수 없기 때문에 면구조가 드러나 있거나, 면구조와 평행한 다른 면을 찾아야한다. 면의 방향이 좁은 구간에서 불규칙하다면 면의 평균적인 방향에 수평한 판을 대고 측정한다.
지질도를 표시하는데 등고선으로는 단순히 지표면의 방향을 표시할 수 있는 반면 주향과 경사로는 지표면 뿐만 아니라 지각 내부의 구조면도 표시할 수 있다.

## 참고 문헌
Lambert, David, 1932-, The field guide to geology / David Lambert and the Diagram Group., New York, c2007.